# Rudolf Mládek (fotbalista)
Rudolf Mládek (6. března 1913 – ?) byl český fotbalový útočník.

## Hráčská kariéra
Začínal v klubu ČSK Hvězda Trnovany, za jehož A-mužstvo nastupoval už v dorosteneckém věku. V československé lize hrál za AFK Kolín ve čtyřech utkáních, aniž by skóroval. Debutoval v neděli 15. září 1935 v Kolíně, kde domácí AFK podlehl Viktorii Plzeň 2:5 (poločas 1:4). Poslední prvoligový zápas odehrál v neděli 23. února 1936 v Praze na Letné, kde domácí Sparta zvítězila nad Kolínem 2:0 (poločas 1:0).
Ve druhé nejvyšší soutěži hrál za Hvězdu Trnovany (1937/38) a Aston Villu Mladá Boleslav (1938/39 a 1939/40). Od roku 1940 hrál nižší soutěže za SK Čelákovice.

### Prvoligová bilance
| Ročník          | Zápasy | Góly | Minuty | Klub      |
| --------------- | ------ | ---- | ------ | --------- |
| I. liga 1935/36 | 4      | 0    | 360    | AFK Kolín |
| CELKEM I. LIGA  | 4      | 0    | 360    |           |